# Albert Augier
Pour les articles homonymes, voir Augier.
Albert Augier est un acteur français né Albert Augier de Moussac le 29 février 1924 dans le 16e arrondissement de Paris et mort le 2 février 2007 dans la même ville et même arrondissement,.
Connu pour son travail dans le doublage, il a notamment assuré l'une des voix françaises d'Elmer Fudd.

## Biographie
Très actif dans le milieu du doublage, Albert Augier a notamment prêté sa voix au colonel Klink dans la série Papa Schultz, à M. Roarke (Ricardo Montalbán) dans L'Île fantastique, au général Hammond dans Stargate SG-1 et à Huggy  dans Starsky et Hutch. Il a aussi été la voix d'Elmer Fudd jusqu'à ce que Patrice Dozier lui succède.
Il meurt à 82 ans, le même jour qu’une autre grande voix du doublage : Michel Roux. Il est inhumé au cimetière communal de Saint-Mandé (Val-de-Marne).

## Filmographie

### Cinéma

#### Longs métrages
- 1955 : Marie-Antoinette reine de France de Jean Delannoy
- 1957 : Trois jours à vivre de Gilles Grangier
- 1960 : Le Pain des Jules de Jacques Séverac
- 1963 : La Porteuse de pain de Maurice Cloche
- 1965 : Le Gendarme à New York de Jean Girault
- 1966 : Monsieur le président-directeur général de Jean Girault
- 1967 : Diaboliquement vôtre de Julien Duvivier
- 1968 : Mister Freedom de William Klein
- 1968 : Un été sauvage de Marcel Camus
- 1969 : Borsalino de Jacques Deray (rôle coupé au montage)
- 1970 : Max et les Ferrailleurs de Claude Sautet
- 1971 : Le Saut de l'ange d'Yves Boisset
- 1972 : Elle cause plus... elle flingue de Michel Audiard
- 1972 : La Scoumoune de José Giovanni
- 1972 : La Punition de Pierre-Alain Jolivet
- 1973 : Deux hommes dans la ville de José Giovanni : Raquin, gérant de la casse automobile
- 1973 : ... et mourir de désir de Jean Bastia
- 1974 : Les Suspects de Michel Wyn
- 1974 : Guerre et Amour (Love and Death) de Woody Allen
- 1975 : Opération Lady Marlène de Robert Lamoureux
- 1975 : L'Ordinateur des pompes funèbres de Gérard Pirès
- 1975 : Le Gitan de José Giovanni
- 1976 : Le Gang de Jacques Deray
- 1977 : Ça va pas la tête de Raphaël Delpard
- 1977 : Violette Nozière de Claude Chabrol
- 1978 : L'Amour en question d'André Cayatte
- 1979 : La Gueule de l'autre de Pierre Tchernia
- 1979 : La Tour Eiffel en otage (The Hostage Tower) de Claudio Guzman (téléfilm diffusé en salles en Europe)
- 1981 : Chanel solitaire (Coco Chanel) de George Kaczender
- 1982 : Tir groupé de Jean-Claude Missiaen
- 1983 : French Lover (Until September) de Richard Marquand
- 1983 : American dreamer de Rick Rosenthal

#### Courts métrages
- 1962 : L'Enregistrement sonore de Jean Clouzot
- 1975 : La Mémoire - diffusé dans le long-métrage Histoires abominables en 1979

### Télévision
- 1966 : Le train bleu s'arrête 13 fois,  épisode Monaco : Non-lieu  de Yannick Andréi
- 1973 : Les Cinq Dernières Minutes : Meurtre par intérim de Claude Loursais
- 1975 : Les Brigades du Tigre, épisode Le défi de Victor Vicas
- 1984 : L'Amour en héritage de Douglas Hickox / Kevin Connor

## Doublage

### Cinéma

#### Films
- Ned Beatty dans :
  - Délivrance : Bobby Trippe
  - Le Voleur qui vient dîner : Deams
  - Superman : Otis (1er doublage)
  - Superman 2 : Otis
  - Le Quatrième Protocole : Borisov / Pavel Petrovic

- Charles Durning dans :
  - L'Arnaque : Le lieutenant Snyder
  - Spéciale Première : Murphy
  - L'Odyssée du Hindenburg : le capitaine Pruss
  - Le Solitaire de Fort Humboldt : O'Brien
  - L'Empire du Grec : Michael Russell

- Peter Falk dans :
  - Les Sept Voleurs de Chicago : Guy Gisborne
  - La Grande Course autour du monde : Max

- Richard Griffiths dans :
  - Y a-t-il un flic pour sauver le président ? : le professeur Meinheimer / Earl Hacker
  - Méli-mélo à Venise : Maurice Horton

- 1936[3] : Les Mondes futurs : Rudolph (Ralph Richardson)
- 1942[4] : Casablanca : le capitaine Heinz (Richard Ryen) et le narrateur au début du film
- 1956 : Ce soir les souris dansent : le directeur de Radio Madrid (Ricardo Martin)
- 1956[5] : Les Années sauvages : Frank Porter (Don Beddoe)
- 1956 : L'Espion de la dernière chance : le capitaine Hilbig (Günter Pfitzmann)
- 1956 : Viva Las Vegas : le joueur à la roulette (Mel Welles)
- 1957 : Demain ce seront des hommes : le cadet Harold "Harry" Koble (Pat Hingle)
- 1959 : La Mort aux trousses : le policier Charley (Ken Lynch)
- 1959 : La Mission secrète du sous-marin X-16 : Gruber (Frank Watkins)
- 1959 : Au milieu de la nuit : Erskine (Nelson Olmsted)
- 1960 : Robin des Bois et les pirates : Sacristain le pirate (Mario Ambrosino)
- 1960 : Les Dents du diable : Anarvik (Andy Ho)
- 1961 : Marco Polo : voix secondaires
- 1961 : Le troisième homme était une femme : Ronnie Hallerton (Frank Maxwell)
- 1962 : Plein ciel : le récitant
- 1962 : Le Jour le plus long : le général Wolfgang Häger (Karl John)
- 1962 : Un direct au cœur : Frank Gerson (Edward Asner)
- 1962[6] : Jules César contre les pirates : Frontone (Ignazio Leone)
- 1963 : Le Lit conjugal : Riccardo (Riccardo Fellini)
- 1963 : Goliath et l'Hercule noir : Barbuk (Giuseppe Fortis)
- 1963 : La Souris sur la Lune : Max Von Neidel (John Bluthal)
- 1964 : Banco à Bangkok pour OSS 117 : un portier asiatique
- 1964 : Goldfinger : Johnny (Peter Cranwell)
- 1964 : Le Bataillon des lâches : le caporal Silas Geary (Jesse Pearson)
- 1964 : Mission 633 : le lieutenant Gillibrand (John Meillon)
- 1964 : Échappement libre : le policier libanais (Fernando Rey)
- 1964 : La Reine du Colorado : Malcolm Broderick (Hayden Rorke)
- 1964 : La Rolls-Royce jaune : Bomba (Riccardo Garrone) et l'employé de l'agence de voyage (Robert Nichols)
- 1965 : Et pour quelques dollars de plus : le directeur de la banque d'El Paso (Carlo Simi)
- 1965 : Première Victoire : commandant Burke (Carroll O'Connor)
- 1965 : Les Inséparables : le chauffeur de Taxi à Puerta Villa (Joe Raciti)
- 1965 : Le Jeune Cassidy : Archie (Jack MacGowran)
- 1965 : Chère Brigitte : deux reporters[Qui ?]
- 1965 : Les Tueurs de San Francisco : John Ling (Yuki Shimoda)
- 1966 : El Dorado : le barman du Saloon de Jason (John Mitchum)
- 1966 : Passeport pour l'oubli : Josef (Richard Marner) et l'agent Ferdansky (Gabor Baraker)
- 1966 : Colorado : le geôlier mexicain (Spartaco Conversi)
- 1966 : Raspoutine, le moine fou : le physicien (John Bailey)
- 1966 : Le Gentleman de Londres : l'inspecteur McGinnis (Clive Revill)
- 1967 : Le Dernier Face à face : Aaron Chase (José Torres)
- 1967 : L'Homme à la Ferrari : le narrateur
- 1967 : Le Shérif aux poings nus : Nelson (Robert Sorrells)
- 1967 : Trois milliards d'un coup : Ben (George Sewell)
- 1967 : Les Trois Fantastiques Supermen : l'animateur du gala[Qui ?]
- 1968 : Un détective à la dynamite : Tennesse Fredericks (Eli Wallach)
- 1968 : L'Enfer de la guerre : Offzier Hans (Heinz Reincke) et Abu Ali, le gérant de l'hôtel (Franco Cobianchi)
- 1968 : La Bande à César : l'inspecteur Capuano (Piero Gerlini)
- 1968 : Une minute pour prier, une seconde pour mourir : Burt, le shérif adjoint (Franco Lantieri), le premier joueur de cartes[Qui ?] et un citoyen à la fête[Qui ?]
- 1968 : Petulia : le réceptionniste de l'hôtel (Richard Dysart)
- 1968 : En pays ennemi : Charles (Tony Franciosa)
- 1969 : Sam Whiskey le dur : le narrateur (Virgil Warner)
- 1969 : La Haine des desperados : Gregg (Christopher Malcolm)
- 1969 : Le Plus Grand des Hold-up : le Grand Gregory (Norman Alden)
- 1969 : Les gens de la pluie : Artie (Andrew Duncan)
- 1969 : À l'aube du cinquième jour : le commandant Kurt Brandt (Demeter Bitenc)
- 1969 : Le Piège à pédales : Stern (David Osterhout)
- 1969 : Pendulum, la Nuit sans témoin : le sergent J.J. « Red » Thornton (Dana Elcar)
- 1970 : De l'or pour les braves : le sergent Mulligan (George Savalas)
- 1970 : Sur un arbre perché : un speaker à la radio
- 1970 : El Condor : le chef des trois bandits à la taverne (Ricardo Palacios)
- 1970 : Les Inconnus de Malte : Paul Grazzini (Peter Vaughan)
- 1970 : Un nommé Cable Hogue : l'étranger (Darwin Lamb)
- 1970 : On n'achète pas le silence : l'animateur de la vente aux enchères de bétail[Qui ?]
- 1970 : Une fille dans ma soupe : Michel Le Guestier (Constantin De Goguel)
- 1970 : Campus : Dr Bill Greengrass (Richard Anders)
- 1970 : Joe, c'est aussi l'Amérique : le serveur du bar hippie (Morty Schlass)
- 1970 : L'Exécuteur : voix secondaires
- 1971 : Le Dernier Train pour Frisco : Chang (Richard Loo)
- 1971 : Le Corsaire noir : Martin (Salvatore Borgese)
- 1971 : Les Nuits rouges de Harlem : Willy (Drew Bundini Brown)
- 1971 : Bananas : Sanchez (David Ortiz Angleró)
- 1971 : La Cane aux œufs d'or : le caissier de la banque (Bryan O'Byrne)
- 1971 : La Rage du tigre : le forgeron (Lao Shen) et autres personnages (1er doublage)
- 1971 : Pigeon d'argile : l'agent du gouvernement (Peter Lawford)
- 1971 : Police Magnum : voix secondaires
- 1972 : Guet-apens : le voleur (Richard Bright)
- 1972 : Jeremiah Johnson : le lieutenant Mulvey (Jack Colvin)
- 1972 : La Dernière Maison sur la gauche : le shérif (Marshall Anker)
- 1972 : Les Griffes du lion : le député Henry Labouchere (Edward Burnham)
- 1972 : Un homme est mort : le majordome des Kovacs (Rico Cattani)
- 1972 : Gunn la gâchette : Ross Capelli (Martin Landau)
- 1972 : Far West Story : un citadin[Qui ?]
- 1973 : American Graffiti : le vendeur de voiture[7] (John Brent)
- 1973 : Pat Garrett et Billy le Kid : Paco (Emilio Fernandez)
- 1973 : Magnum Force : Gigi « Pimp » Wilson, le maquereau (Albert Popwell)
- 1973 : Amarcord : le prof d'italien (Mario Silvestri)
- 1973 : Le Boss : le commissaire (Vittorio Caprioli)
- 1974 : La Tour infernale : le speaker à l'inauguration (Art Balinger) (1er doublage)
- 1974 : Le Nouvel Amour de Coccinelle (Herbie Rides Again) de Robert Stevenson : un avocat de la deuxième équipe (Iggie Wolfington)
- 1974 : Le shérif est en prison : Olson Johnson (David Huddleston)
- 1974 : Les Pirates du métro : le commandant en chef de la police (Kenneth McMillan)
- 1974 : La Rançon de la peur : l'avocat de Sacchi (Mariano Laurenti) + voix secondaires
- 1974 : Le Retour du dragon[8] : le journaliste TV (Gary Owens) et des voix d'infos
- 1975 : Un génie, deux associés, une cloche : Jelly (Piero Vida)
- 1975 : Supervixens : Lute, le fermier (Stuart Lancaster)
- 1975 : Le Blanc, le jaune et le noir : le maire enfermé avec les villageois (Victor Israel (en))
- 1975 : Barry Lyndon : le prestidigitateur[Qui ?]
- 1975 : Le Jour du fléau : Claude Estee (Richard A. Dysart)
- 1975 : Le Tigre de papier : le chauffeur de la navette de l'aéroport[Qui ?]
- 1975 : L'Évadé : le garde du poste frontière mexicain (Chalo González) et la voix du tour de contrôle de Brownsville[Qui ?]
- 1975 : Liquidez l'inspecteur Mitchell : Walter Deaney (John Saxon)
- 1975 : Mandingo : un marchand d'esclaves[Qui ?]
- 1975 : Lepke, le caïd : Max Rubin (Louis Guss)
- 1976 : Bluff : le garde de la seconde prison (Mario Donatone)
- 1976 : Les Rescapés du futur : M. Takaguchi (John Fujioka (en)) et Frenchy LaPorte (Ed Geldard)
- 1976 : Trinita, connais pas : un gangster[Qui ?]
- 1976 : Pour pâques ou à la trinita : M. Robinson (Claudio Gora) et le père Hemo (Franco Pesce (en))
- 1976 : La Carrière d'une femme de chambre : M. Luciani (Maurizio Arena)
- 1976 : Dynamite Girls : le réceptionniste de l'hôtel de luxe (Stefan Gierasch)
- 1977 : L'Épreuve de force : l'officier au bureau (Jeff Morris)
- 1977 : New York, New York : le propriétaire du Palm Club (Dick Miller)
- 1977 : Le Convoi de la peur : le père Ricci (Nick Discenza)
- 1977 : Les Requins du désert : le capitaine Zaroff (Giorgio Del Bene)
- 1977 : La Théorie des dominos : Bowkemp (Joseph V. Perry) et le présentateur TV (Bill Baldwin)
- 1978 : La Cible étoilée : Frank Ferraro (Alan Tilvern)
- 1978 : Le Jeu de la mort : Hakim (doublure de Kareem Abdul-Jabbar pour les scènes filmées en 1978) (1er doublage)
- 1978 : Mon nom est Bulldozer : un militaire italien[Qui ?] et le vendeur de rafraîchissements[Qui ?]
- 1978 : Capricorn One : Walter Loughlin (David Doyle)
- 1978 : Graffiti Party : le docteur (Gray Frederickson)
- 1979 : Bienvenue, mister Chance : le majordome Wilson (Richard Venture)
- 1979 : American Graffiti, la suite : le patron du bar avec le serpent[Qui ?]
- 1980 : Tom Horn : MacGregor (Larry Strawbridge)
- 1980 : La Chasse : le capitaine Edelson (Paul Sorvino)
- 1980 : La Fureur du juste : Katsumo (Yuki Shimoda)
- 1980 : Cobra : Raul Papasian (Mickey Knox)
- 1981 : La Chèvre : le portier du club (Rodrigo Puebla)
- 1981[9] : La Grande Aventure des Muppets : Stanley, le maître d'hôtel (Peter Hughes)
- 1982 : 48 heures : le barman (Peter Jason)
- 1982 : Banana Joe : Luis[Qui ?]
- 1984 : Le Flic de Beverly Hills : Zack (Jonathan Banks)
- 1984 : Charlie : Dr. Joseph Wanless (Freddie Jones)
- 1985 : Rocky 4 : le présentateur des sports (R.J. Adams)
- 1986 : Trois amigos ! : Harry Flugleman (Joe Mantegna)
- 1989 : Les Experts : Jones (Brian Doyle-Murray)
- 1996 : Space Jam : Elmer Fudd
- 1997 : Demain ne meurt jamais : Dr Kaufman (Vincent Schiavelli)

#### Animation
- 1949 : Le Petit Cheval bossu : le narrateur / la baleine (3e doublage de 1998)
- 1951[10] : Alice au pays des merveilles : Tweedle Dee
- 1968 : Tintin et le Temple du Soleil : le marin moustachu
- 1970 : Les Aristochats : le chat italien
- 1973 : Robin des Bois : Pendard
- 1975 : Rikki-Tikki-Tavi : Narrateur / Karait le serpent
- 1977 : Mathieu l'Astucieux : le seigneur Döbrögi
- 1978 : Puff, le dragon magique : professeur 3 / papa de Jacky
- 1986 : Astérix chez les  Bretons : le marchand phénicien
- 1988 : Les Schtroumpfs : Schtroumpf costaud / Schtroumpf gourmand/ Schtroumpf musicien
- 1990 : Oliver et Olivia : Walter le hibou
- 1998 : Charlie, le conte de Noël : Carcasse

### Télévision

#### Téléfilms
- 1973 : L'Assassin du métro : le sergent Withers (Murray Westgate) et Dave Sinclair (Stuart Gillard)
- 1973 : La Disparition : le shérif (Dana Elcar)
- 1975 : Le Comte de Monte-Cristo : Fernand Mondego (Tony Curtis)
- 1984 : La Guerre des casinos : Yip Tak (Noriyuki 'Pat' Morita)

#### Séries télévisées
- 1965-1971 : Papa Schultz : Le colonel Wilhelm Klink (Werner Klemperer)
- 1975-1979 : Starsky et Hutch : Huggy les bons tuyaux (Antonio Fargas)
- 1978-1984 : L'Île fantastique : M. Roarke (Ricardo Montalbán) (1re voix)
- 1978-1981 : Vegas : Philip « Slick » Roth (Tony Curtis) (2e voix)
- 1985 : Tonnerre mécanique : Leo Altobelli (Richard Venture)
- 1985 : Inspecteur Derrick : Me Bomann (Klaus Schwarzkopf) (épisode 131 - Nuit blanche)
- 1988-1995 : Dans la chaleur de la nuit : Parker Williams (David Hart)
- 1995 : Columbo : Vincenzo Fortelli (Rod Steiger) (épisode 65 - Une étrange association)
- 1996-1999 : Tout le monde aime Raymond : Frank Barone (Peter Boyle) (1re voix)
- 1997-2001 : Stargate SG-1 : George Hammond (Don S. Davis) (1re voix - saisons 1 à 4)
- 2004 : NCIS : Enquêtes spéciales : Agent MTAC (Don S. Davis) (1re voix - saison 2 episode 10)

#### Séries d'animation
- 1959 : Les Aventures de Tintin, d'après Hergé : Commissaire de Bagghar, Mr Wolff
- 1962 : Looney Tunes : Elmer Fudd (1er doublage)
- 1969 : Tintin et le Temple du Soleil : Le marin moustachu
- 1974 : Caliméro : Divers rôles
- 1975 : Grisù le petit dragon : Amidon le chien
- 1977 : Adam : Le Narrateur
- 1978 : Capitaine Flam : Mala / Olis
- 1978 : Patte Folle : la mouche à feu
- 1980 : Tom Sawyer : Le père de Huck / L'avocat
- 1982 : X-Or : Satana
- 1983 : Les Mystérieuses Cités d'or : un moine (épisode 1)
- 1983 : Monchhichis : Thumkii, Horrg
- 1984-1987 : Transformers : Wheeljack, Soundwave, Starscream (2e voix), Teletraan-1, le narrateur, voix additionnelles
- 1985-1987 : Les Mondes engloutis : Bac, voix additionnelles
- 1986 : Babar et le père Noël : Pom, le jardinier, Lazzaro, professeur Laframboise
- 1989 : Peter Pan : Mouche
- 1996 : L'incroyable Hulk : Le Général Ross
- 2000 : Caliméro : Le père de Priscilla

## Discographie
- 1960 : Alix l'intrépide (adaptation de la bande dessinée Alix l'intrépide ; disque 33 tours) : Pompée[11]
- 1962 : Astérix et la Serpe d'or (disque 33 tours) : Obélix